# Rachid Bahri
Pour les articles homonymes, voir Bahri (homonymie).
Rachid Bahri est un chanteur algérien, né le 5 janvier 1949 à Belcourt, quartier d’Alger.

## Biographie
Il est également le compositeur de la musique originale des films Bab El-Oued City de Merzak Allouache et On s'en fout, nous on s'aime.

## Discographie

### 33t et CD
Dents blanches ... (LP - 1976)
Rachid Bahri (1977) LP / Pathé Marconi EMI / 2 C 068-14398 / France (invité Stevie Winwood: Fender guitar on "Elle Est Fidèle" and "Nos Enfants Et Leurs Petits". Nick Mason et David Gilmour de "Pink Floyd" )
Terre sanguine (LP - 1982)
Manager  (LP - 1983)
Rêve et réalité (LP - 1984)
GRAFFITI(1988)CD/CLEVER "masque d'or"/CBS/CB 811-23205.2/
IL Y A DES BRAVES GENS PARTOUT(1997)/rose records/MDCD 330-M7 861

### 45 t et mini CD
Son plus grand succès a été.
- Terre sanguine

## Sources
- http://www.faculty.umb.edu/brian_thompson/bahri.htm
- http://www.discogs.com/artist/486185-Rachid-Bahri